# Neyt Point
Der Neyt Point, (auch bekannt als Cabo Neyt, Cap Neyt, Cape Neyt und Punta Neyt) ist eine Landspitze im westantarktischen Palmer-Archipel. Sie liegt 1,5 km südöstlich des Moureaux Point auf Liège Island und stellt die östliche Begrenzung der Einfahrt von der Croker-Passage zur Caleta Neyt dar.
Entdeckt wurde sie bei der Belgica-Expedition (1897–1899). Deren Expeditionsleiter, der belgische Polarforscher Adrien de Gerlache de Gomery, benannte sie nach General Neyt, einem Unterstützer der Forschungsreise.